# Igors Tarasovs
Igors Tarasovs, né le 16 octobre 1988 à Riga en Lettonie, est un footballeur international letton, qui évolue au poste de milieu défensif au Śląsk Wrocław.

## Biographie

### Carrière de joueur
Igors Tarasovs dispute deux matchs en Ligue des champions, et 18 matchs en Ligue Europa,. 

### Carrière internationale
Igors Tarasovs compte 11 sélections avec l'équipe de Lettonie depuis 2010. 
Il est convoqué pour la première fois par le sélectionneur national Aleksandrs Starkovs pour un match amical contre l'Angola le 3 mars 2010 (1-1).

## Palmarès
- Avec le Skonto Riga
  - Champion de Lettonie en 2010
  - Vainqueur de la Ligue balte en 2011

- Avec le FK Ventspils
  - Champion de Lettonie en 2013
  - Vainqueur de la Coupe de Lettonie en 2013